# Ястров, Маркус
Маркус Ястров (род. в Рогозьно, Царство Польское, Российская империя, в 1829 году; ум. в Джермэнтауне, вблизи Филадельфии, в 1903) — американский раввин, лексикограф, лингвист и общественный деятель польско-российского происхождения, одно время прусский подданный. Автор двухтомного английского «Словаря Таргумов, Вавилонского и Иерусалимского Талмудов и мидрашистской литературы» (1886—1903). Один из редакторов первой еврейской энциклопедии (1901—1906). Стоял у истоков консервативного иудаизма.

## Биография
Маркус Ястров родился в Рогазено (ныне Рогозьно) в 1829 году. Образование получил в Берлинском университете, занимался в Берлине Талмудом под руководством М. Закса; в 1858 году стал раввином-проповедником в Варшаве, где родился его сын Моррис. В следующем 1862 году, как прусский подданный, Ястров был выслан за границу.
В США Ястров состоял преподавателем по кафедре еврейской истории и библейской экзегетики в филадельфийском Маймонидовском колледже и был учредителем «American Jewish Publication Society» (1888). В вопросе о реформе еврейского религиозного быта Ястров занял умеренную позицию и совместно с Биньямином Сольдом выработал соответствующий ритуал (2-е издание ритуала «Abodat Israel» и английский перевод «Hegjon Leb»).
В 1876—1895 гг. Ястров работал над своим главным трудом, «Словарём Таргумов, Вавилонского и Иерусалимского Талмудов и мидрашистской литературы» (A Dictionary of the Targumim, the Talmud Babli and Jeruschalmi, and the Midraschic Literature; 2 тома, Лондон — Нью-Йорк, 1886—1903). В 1880-е годы проявил энергичную деятельность в заботах ο русских эмигрантах.
Ястров состоял вице-президентом Американской федерации сионистов, членом центрального комитета «Всемирного еврейского союза» (Alliance Israélite Universelle), редактором талмудического отдела «Jewish Encyclopedia» (совместно с Соломоном Шехтером).

### Семья
Жена — Бера Вольфсон. Дети:
- Моррис (1861—1921) — ориенталист, исследователь Библии и Древнего Востока;
- Джозеф (1863—1944) — психолог;
- дочери Alice Jastrow, Annie Jastrow и Nellie Jastrow.

## Издания
- «Die Lage der Juden in Polen» (анонимно, Гамбург, 1859);
- «Kazania Polskie» — сборник проповедей на польском яз. (Познань, 1863);
- «Die Vorläufer des polnischen Aufstandes» (анонимно, Гамбург, 1864);
- «De Abraham ben Meir Aben Esrae principiis philosophiae» (1865);
- «Vier Jahrhunderte aus der Gesch. d. Juden von der Zerstörung des ersten Tempels bis zur Makkab. Tempelweihe» (Гейдельберг, 1865);
- ряд статей в «Revue des Etudes Juives», «Monatsschrift», Берлинерском «Magazin»[6].